# Триагрутрика
«Триагру́трика», «ТГК» — российская рэп-группа из Челябинска, основанная в 2004 году. С 2011 по 2016 годы члены Творческого Объединения Gazgolder. Группой было выпущено 5 студийных альбомов: «Нелегализованные / ZдНА» (2008), «Вечерний Челябинск» (2010), «Т.Г.К.липсис» (2011), «Базирование» (2014), «By TRIAGRUTRIKA, Pt. 1» (2018).

## Участники
- Jahmal (Артём Аверин) — MC (2004—н. в.)
- Vibe (Евгений Вибе) — MC (2004—н. в.)

## Бывшие участники
- Ingushit aka Big Mic (Михаил Анискин) — MC (2004—2022)
- DJ Puza TGK (Никита Сколюхин) — MC, битмейкер (2004—2022)

## История
Группа «Триагрутрика» основана в Челябинске в 2004 году Артёмом Джамалом Авериным, Евгением Vibe Вибе, Михаилом Ingushit'ом/Big Mic TGK Анискиным, Никитой DJPuzaTGK Сколюхиным и Дмитрием MC Подъездом Накидонским. Последний состоял в коллективе только на момент выпуска первых записей, а после ухода он, взяв псевдоним Manky Monk, вместе с Pastor Napas'ом образовал дуэт Taj Mahal, который впоследствии вошёл в состав коллектива «ОУ74».

Название же группы объясняется так: 
Мы просто решили взять слово, которого нет. Пока мы его не придумали, в Интернете было ноль страниц по запросу «Триагрутрика». А теперь если забить в поисковике — будет много страниц. И все, что касается названия — стопроцентно относится к нам, понимаешь? Вот такой расклад.Джамал для Rap.ru
Известность Триагрутрике принёс выпущенный 7 июня 2010 года альбом «Вечерний Челябинск» и хит с этого альбома «Биг сити лайф», на который был снят видеоклип. Вышедший 9 мая 2011 года «Т. Г. К.липсис» лишь подтвердил успех: на этом альбоме собраны совместные песни с рядом известных в российском хип-хопе артистов. В этом же году Триагрутрика подписали контракт с ТО «Газгольдер» на организацию последними их концертов и дистрибуцию релизов.
14 декабря 2011 вышло интервью «Триагрутрики» для программы «ХипХопХит» в видеоформате.
В этом интервью на вопрос, были ли у участников «иконы стиля» в хип-хопе до того, как они прославились, Джамал ответил, что определённых икон не было, но тем не менее рэперы из «Триагрутрики» «действительно равнялись каждый на своих ребят», среди которых такие как Тупак, Redman, группы Wu-Tang Clan и Cypress Hill. На вопрос про то, каков должен быть идеальный текст, Ингушет дал ответ:
Он должен коснуться проблемы любви, вспомнить о родителях, а также вспомнить о друзьях, о том, чем ты занят, то, что ты любишь. … Обо всём абсолютно. Идеальный текст — это тот текст, в котором ты затронул каждую <…> злободневную тему.
Джамал дополнил, что «обязательно нужно сказать, из какого ты города, из какого ты района, на какой студии пишешься, какая компания, перечислить всех участников в треке, как бы, и там ещё много всяких фишек и премудростей. Мы всё рассказывать не будем, конечно. Все свои ноу-хао…»
6 июня 2012 выходит в свет интервью с Олегом Грузом, в котором затронуто и происхождение псевдонимов: 

Артём в возрасте 20 лет однажды смотрел фильм «Найти Форрестера», в котором главный герой — молодой человек по имени Джамал (Jamal), ранее игравший в баскетбол, а позже открывший своё истинное призвание — литературное творчество… Тогда Артём, впервые услышав имя «Джамал», и решает использовать его в качестве псевдонима. Никита получил свой псевдоним от друзей своего старшего брата, которые называли его Пузырём. Евгений ответил, что ничего не придумывал и решил называться по фамилии.
25 августа 2012 MC из TGK выступали вместе со Смоки Мо в программе «Красная Звезда» на Первом канале с композицией «На работу».
30 мая 2012 года у группы вышел новый релиз, третий альбом из серии Demo in da Moscow — «Demo in da Moscow 3: Knigga рифм». В этом двойном альбоме первая часть представляет собой сборник ранее изданных песен других артистов с гостевым участием членов «Триагрутрики», вторая же — новые треки.
11 февраля 2013 года был выпущен интернет-сингл «Именно ты» из сольного альбома Джамала «Тяжеловес», на песню был снят видеоклип, который содержит видеоряд, отснятый со свадьбы Артёма Аверина и Натальи Леонтьевой. Событие состоялось летом 2012 года в Челябинске.
20 апреля выходит переиздание дебютного альбома «Нелегализованные | ZдНА».
27 апреля выходит четвёртый сольный альбом Джамала «Тяжеловес».
30 декабря 2015 года выходит сборник Триагрутрика - Knigga Рифм 3 - Родники Урала [2015].
1 ноября 2016 становится известно, что у группы истек срок действия договора с «Газгольдером». Частично сотрудничество продолжится, но теперь музыканты сами будут вести административную деятельность и организовывать концерты.
23 ноября 2016 года выходит сольный альбом Jahmal'а "Артём расправил плечи".
9 июня 2017 года выходит сольный альбом VibeTGK "EP2017"
10 апреля 2018 года выходит альбом By Triagrutrika, Pt. 1
11 ноября 2019 года участник группы Jahmal TGK выпустил альбом "Подмосковные вечера". В него вошло 9 треков, в которых рэпер смешивает старый привычный стиль с новомодным звучанием, напоминающим "клауд-рэп".
29 июня 2022 года DJ Puza заявил о распаде группы из-за финансовых разногласии. В 2024 году группа Триагрутрика выступит с концертом в составе Jahmal, Vibe.

## Дискография
| - 2008 — «Нелегализованные / ZдНА» - 2010 — «Вечерний Челябинск» - 2011 — «Т.Г.К.липсис» - 2014 — «Базирование» - 2016 — «TGK AK47» (совместно с АК-47) - 2018 — «By Triagrutrika, Pt. 1» - 2022 — «АКТГК» (совместно с АК-47) - 2023 — «Будни» (Jahmal, Vibe) - 2007 — «Demo in da Moscow 1: Без замморо’chek!» - 2009 — «Demo in da Moscow 2: По системе Nigga’ненко» - 2012 — «Demo in da Moscow 3: К’nigga рифм I» - 2012 — «Demo in da Moscow 3: К’nigga рифм II» - 2008 — Ingushit и DJPuzaTGK — «Millenium: Огонь» (от имени сайд-проекта Two-Towers) - 2009 — Jahmal — «Половина камня» (EP) - 2009 — Jahmal — «Мутные времена» (EP) - 2009 — DJPuzaTGK — BubbleLand Instrumental (Vol.1) (альбом инструменталов) - 2009 — Ingushit — «Koctъ Dee забивает гвозdee» (от имени сайд-проекта Koctъ Dee) - 2010 — Vibe — «Катируется» - 2010 — Jahmal — «Данилла Айс» (EP; от имени сайд-проекта Danilla Ice) - 2011 — Jahmal — «Мой любимый альбом» - 2011 — Vibe — 8 Bit - 2012 — Jahmal — «Любовь спасёт мир» (EP) - 2013 — Vibe — 8 Bit Remix (альбом ремиксов) - 2013 — DjPuzaTGK — PapaPu Show - 2013 — Jahmal — «Тяжеловес» - 2014 — DjPuzaTGK — The October Sounds - 2014 — Jahmal — «Захолустье» (EP) - 2014 — Jahmal — «Спокойствие» (EP) - 2015 — Ingushit — «Indiweed» - 2015 — Vibe — «EP2015» (EP) - 2016 — Vibe — «EP2016» (EP) - 2016 — Jahmal — «Артём расправил плечи» - 2017 — Vibe — «EP2017» (EP) - 2017 — Jahmal — «Подсолнух. Инди Рэп (второе название – Подsoulnyx. IndieRap)» - 2018 — Jahmal — «Superda» - 2024 — Jahmal — «DONATELLO» - 2024 — Jahmal — «Было лето» (EP) - 2024 — Vibe — «TOTAL RAP» - 2009 — «В мозг» (альбом группы «ОД Белый Рэп»): песня «С запада». - 2010 — «Вцвет» (альбом группы «ОУ74»): песни «Город дыма», «ЗА YEAH! PEACE!». - 2011 — «УРМК» (альбом группы «Восточный Округ»): песня «Делаем бабло». - 2011 — «В сеть» (альбом Лёши Маэстро): песня «Дай парика». - 2011 — Gnoy (альбом группы the Chemodan): песня «Всё в рэп». - 2011 — «Круги-буги» (микстейп группы «Полумягкие»): песня «Грибочки». - 2012 — «Джаст Мэри» (альбом Твёрдого Мики): песня «Забываю». - 2012 — «Неизбежен» (альбом группы «ОУ74»): песни «Аппетит», «Новое завтра», «Цветок». - 2012 — «Жирный» (альбом Вити АК): песня «Хапну рап». - 2012 — «Сам и…» (альбом Guf’а): песня «ПНП». - 2013 — «Фитотерапия» (альбом группы Vendetta): песня «Харьков-Челябинск». - 2013 — «Вторяк» (альбом группы «Нефтеград»): песня «Фэмали Хап». - 2013 — «Деликатес» (альбом группы «Полумягкие»): песня «Классика в нас». - 2014 — «Рыжие фонари» (альбом Анохи): песня «Танки» - 2014 — «5 с блюзом» (альбом Вадяры Блюза): песня «На всю» - 2014 — «Троица (том IV)» (мини-альбом группы «Каспийский груз»): песня «Уже час» - 2014 — «Детектор Джи» (альбом Джи Вилкс): песня «Едем из ГОА» - 2015 — «Сторона А/Сторона Б» (альбом группы «Каспийский груз»): песня «Папин бродяга, мамин симпотяга» - 2015 — «Третий» (альбом группы «АК-47»): песня «Откуда ты приехал» - 2016 — «Баста 5» (альбом Басты): песня «Рэп как шанс» - 2016 — «Лакшери» (альбом Ноггано): песня «Диван» - 2016 — «Лакшери» (альбом Ноггано): песня «Девочка» - 2016 — «#набитах» (альбом Сявы): песня «Хороший бит» - 2019 — «Силач» (альбом группы Три-О): песня «Счастливый человек» |

## Видеография
Видеоклипы
- 2009 — «Wings of Style»
- 2010 — «Биг сити лайф»
- 2010 — «Акуна матата» (уч. Витя АК, Айк Дым)
- 2010 — «Провинция моя»
- 2010 — «В моём городе звёзд…»
- 2010 — «Осень весной»
- 2011 — «Чемодан лавэ» (уч. Витя АК)
- 2011 — «Куда идти после института»
- 2011 — «Приглашение на Hip-Hop All Stars 2011»
- 2011 — «На работу» (уч. Смоки Мо)
- 2012 — «Приглашение на Hip-Hop All Stars 2012»
- 2013 — «Приглашение на Hip-Hop All Stars 2013»
- 2014 — «Russian Federation» (special for BBC 1 Radio)
- 2014 — «Каменная Стена» (OST Газгольдер)
- 2015 — «Человек Дождя»
- 2015 — «Остаемся с вами»
- 2015 — «На восходе» (уч. Ноггано)
- 2016 — «Остаемся с вами» (совместно с детьми «ИМЕНА Продакшн», Баста)[14]
- 2017 — «Азино 777» (feat. Vovan)

Сольные видеоклипы
- 2009 — «Jurassic 25» (Jahmal)
- 2010 — «Дерьмо» (Vibe)
- 2011 — «Капелька добра» (Jahmal)
- 2013 — «Именно ты» (Jahmal)
- 2013 — «Теоретические Электродинамики» (Vibe feat. Puza)
- 2013 — «Аёуна» (DJPuzaTGK feat. Tip)
- 2013 — «Я люблю это утро» (Jahmal)[15]
- 2013 — «Стильный слэмданк» (Ingushit)
- 2015 — «Флаг» (Vibe)